# Warmensteinach
Warmensteinach är en kommun och ort i Landkreis Bayreuth i Regierungsbezirk Oberfranken i förbundslandet Bayern i Tyskland, cirka 15 kilometer öster om Bayreuth i Fichtelgebirge. Warmensteinach är en kurort och har cirka 2 300 invånare. 
Warmensteinach ligger vid sammanflödet av floden Warmen Steinach och Moosbach (tidigare Kalte Steinach). Den 50:e breddgraden löper genom kommunens centralort. 
Samhället är helt omgivet av kommunfritt område och angränsar ej till någon annan kommun.
I Warmensteinach finns ett stort antal vandringsstigar och sedan 2008 finns en 2,3 kilometer lång Downhillsträcka för mountainbike. Vintertid är många av stigarna användbara som skidspår.